# ジェームズ・クレバリー
ジェームズ・スペンサー・クレバリー（英: James Spencer Cleverly、1969年9月4日 - ）は、イギリスの政治家。保守党所属。庶民院議員（ブレインツリー選挙区選出）。内務大臣、外務・英連邦・開発大臣、教育大臣、保守党共同幹事長、ロンドン議会議員を歴任した。

## 来歴
2016年のイギリスの欧州連合離脱是非を問う国民投票では、ブレグジット（イギリスの欧州連合離脱）支持にまわった。第2次メイ内閣時代の2018年から2019年に保守党副幹事長を、2019年4月から7月に欧州連合離脱担当政務次官を歴任。
2019年7月に発足した第1次ジョンソン内閣では無任所大臣となったが、2020年の内閣改造で中東・北アフリカ担当大臣に横滑りした。その後、2021年12月に中東・北アフリカ・北アメリカ担当大臣、2022年2月に欧州・北アメリカ担当大臣となった。2022年7月にミシェル・ドネランの後任として教育大臣に就任し、同年9月に発足したトラス内閣でアフリカ系として初めて外務大臣に指名された。2022年10月に発足したスナク内閣でも、外務大臣に留任した。2023年11月、親パレスチナ派デモへの警察の対応を批判し更迭されたスエラ・ブレーバーマンの後任の内務大臣に横滑りで就任した。2024年イギリス総選挙で労働党が圧勝し、スターマー内閣が誕生した事により、2024年7月5日に内務大臣を退任した。
2024年7月8日、保守党が新たに組閣した影の内閣の内務大臣に就任した。同年、スナクの後継を決める党首選挙に立候補。

## ギャラリー
- 米国のウェンディ・ルース・シャーマン国務副長官と（2022年4月11日）
- G7外相会合。左からジョセップ・ボレル欧州連合外務・安全保障政策上級代表、クレバリー、日本の林芳正、米国のアントニー・ブリンケン、ドイツのアンナレーナ・ベアボック、カナダのメラニー・ジョリー、フランスのカトリーヌ・コロナ、イタリアのアントニオ・タイヤーニ（2022年11月4日）。
- ウクライナのオレーナ・ゼレンシカと（2022年11月28日）